# Кит Девлин
Кит Девлин (енгл. Keith Devlin; Кингстон на Халу, 16. март 1947) је британски математичар и научно-популарни писац. Од 1987. живи у САД и има двојно, британско-америчко држављанство.